# Geranium dolomiticum
Especie del género Geranium endémica de la península ibérica en el Bierzo.(Priaranza del Bierzo y Ponferrada)

## Hábitat
Es una planta nativa de la comarca del Bierzo, que solo existe en los Municipios de Priaranza del Bierzo, más concretamente en Paradela de Muces y Ferradillo, y en el Municipio de Priaranza del Bierzo. Se encuentra en la base o repisas de paredones calizos dolimitados o en pastos pedregosos al pie de estos, entre 1.300 y 1.500 metros de altitud.

## Descripción
Planta de hoja perenne y hermafrodita, de color liláceo y sus pétalos, muy abiertos, están rayados con estrías en color más oscuro.

## Protección
Su escasez, ha provocado la desaparición de varios ejemplares, lo que provoca que este en peligro de extinción. Otros factores que podrían menguar el número de ejemplares es su ubicación en un espacio no protegido, con el consiguiente problema del desbrozo de parcelas, plantación de coníferas y una explotación de caliza, en Paradela de Muces, pueblo perteneciente al municipio de Priaranza del Bierzo.